# Chi Song quả
Chi Song quả (danh pháp: Amphicarpaea) là một chi thực vật có hoa thuộc họ Đậu. Nó thuộc phân họ Đậu.
Các loài thuộc chi:
- A. bracteata - Đông bắc Mỹ[1]
- A. edgeworthii Benth. - Song quả, có phân bố ở Nhật Bản[2], Việt Nam, Ấn Độ, Trung Quốc[3].

Chi Song quả thuộc phân tông Glycininae, có quan hệ gần với chi Đậu tương Glycine và chi Teramnus:

|  | Amphicarpaea                                         |
|  |                                                      |
|  | \| \| Glycine \| \| \| \| \| \| Teramnus \| \| \| \| |
|  |                                                      |
|  | Glycine                                              |
|  |                                                      |
|  | Teramnus                                             |
|  |                                                      |

## Hình ảnh

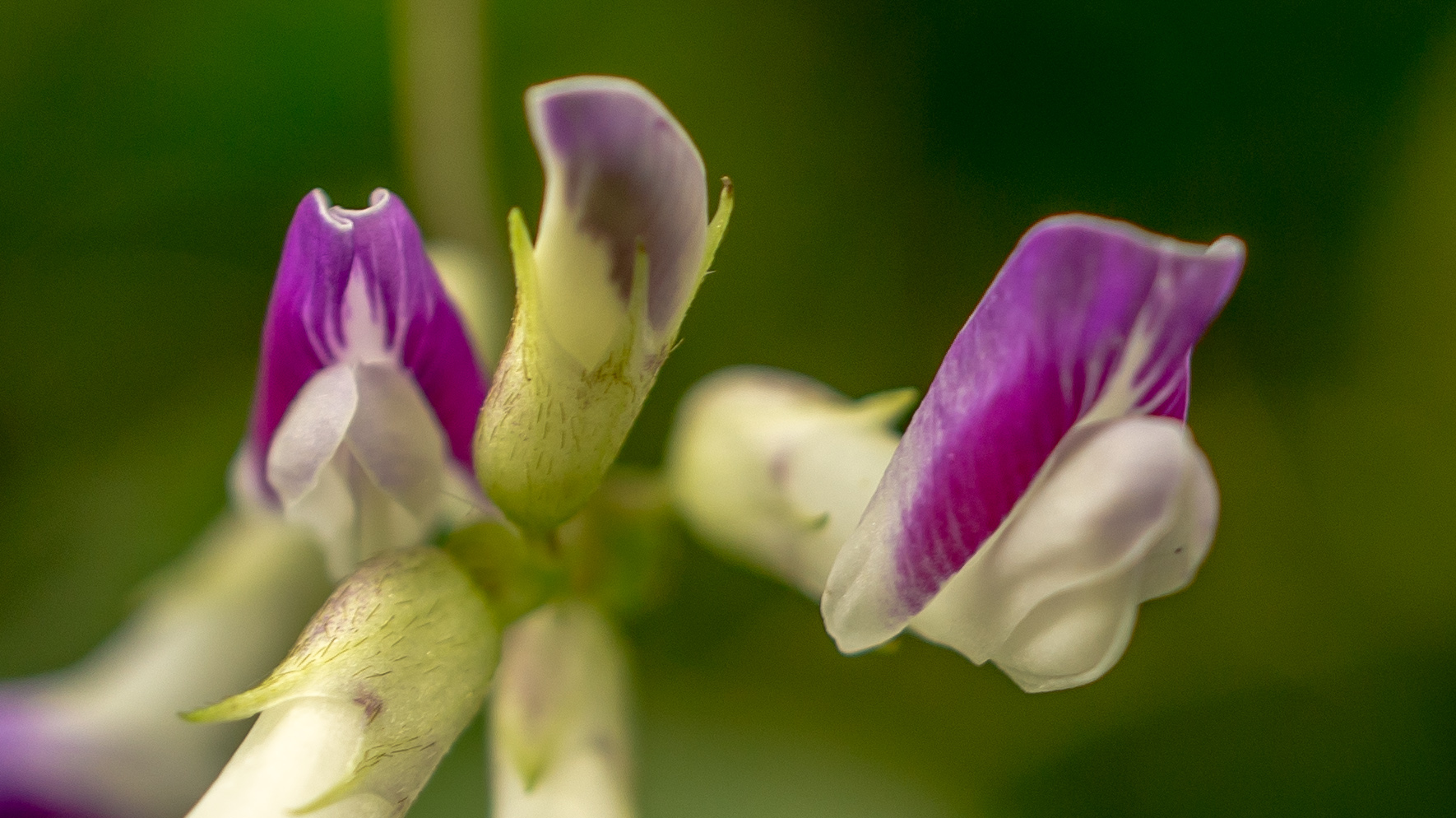
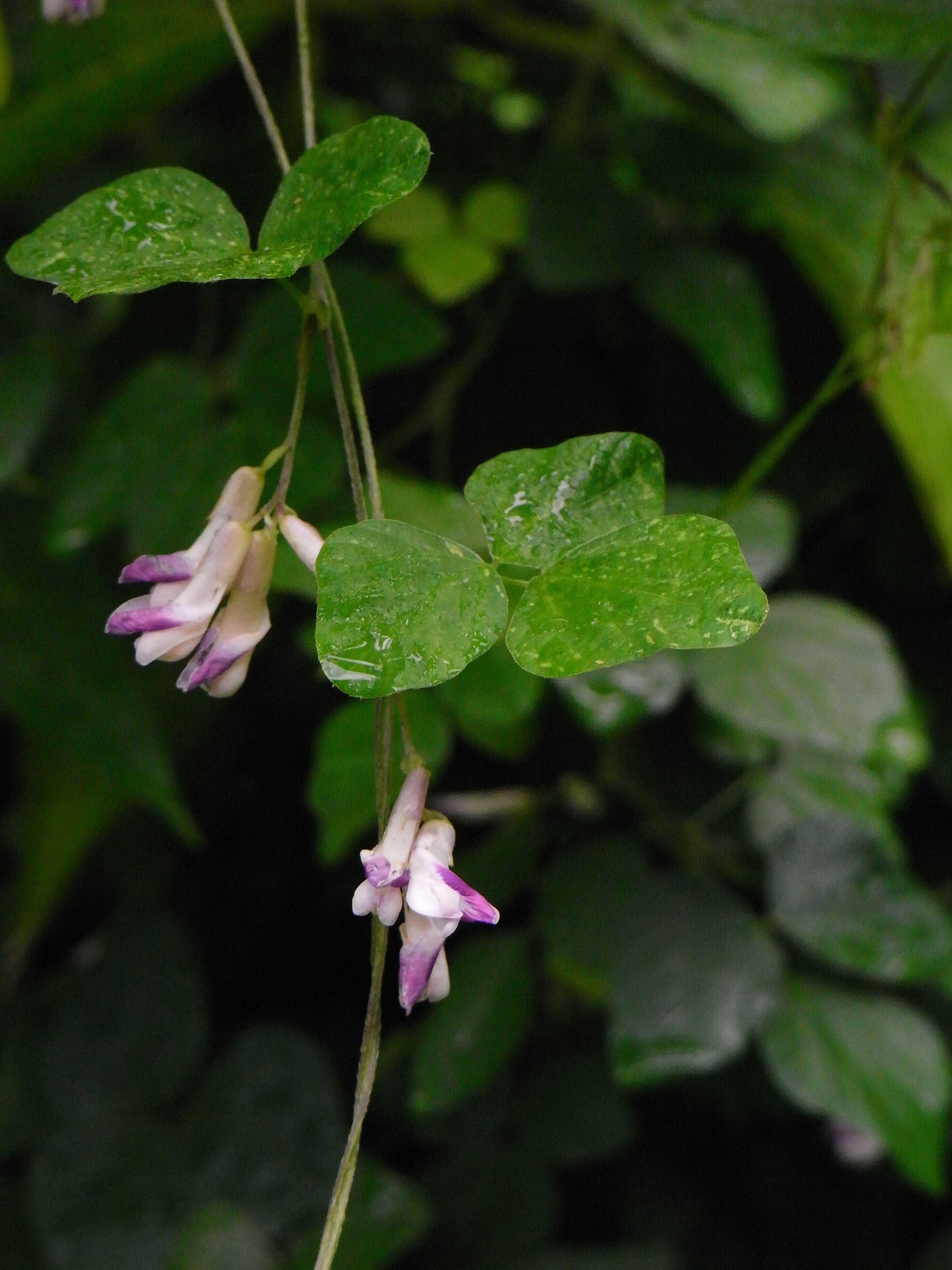
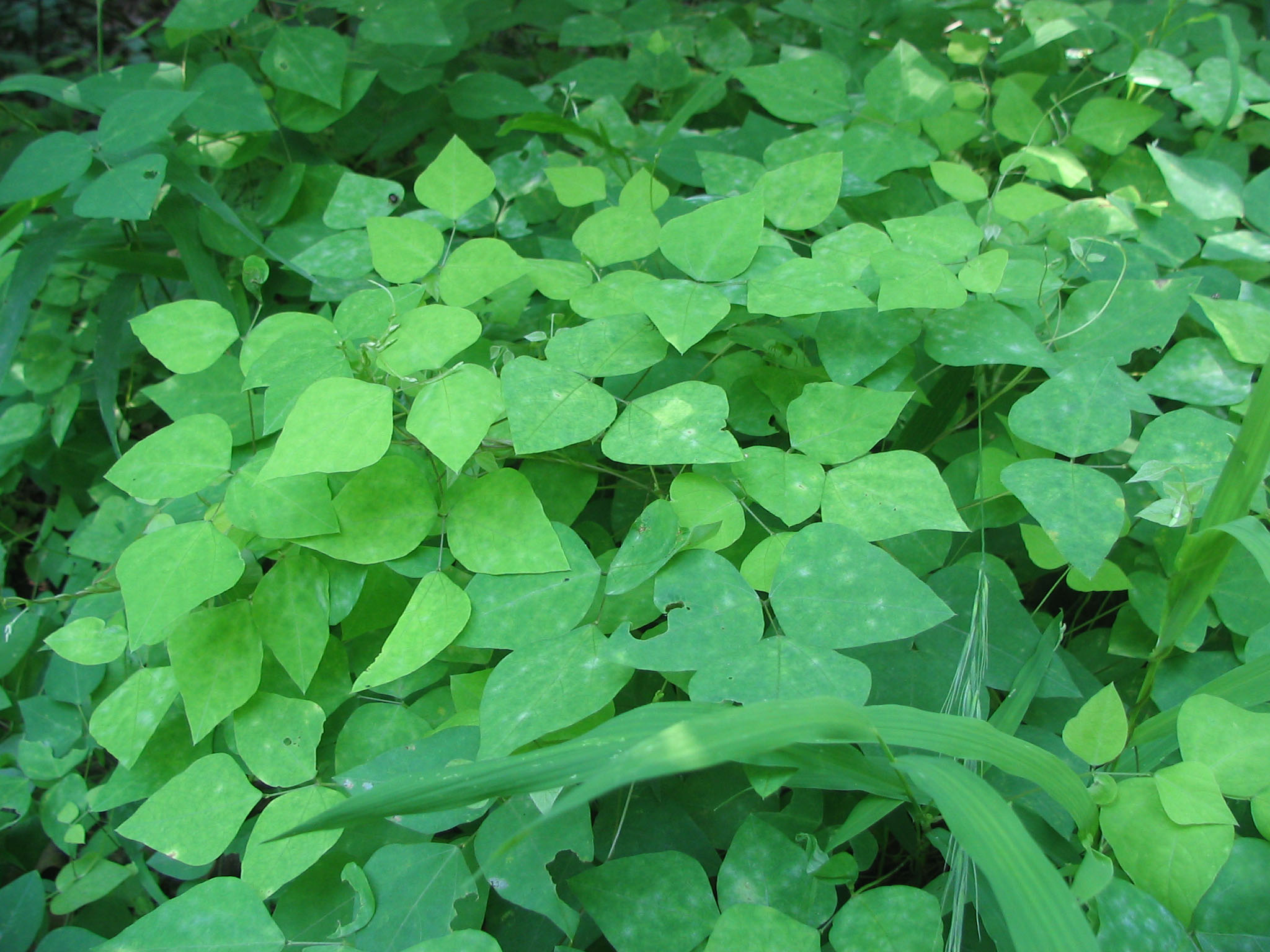